# Három kommentár a Tavasz és ősz krónikához
A Három kommentár a Tavasz és ősz krónikához három, az ókorban íródott kommentárja a Tavasz és ősz krónika című történeti műnek, amely a Tavasz és ősz korszak néven ismert, i. e. 722-től i. e. 568-ig terjedő időszak történelmét tárgyalja, így a kínai ókor történelemének egyik rendkívül fontos forrása.

## Leírás
A Tavasz és ősz című történeti mű, amelyről a Csou (Zhou)-dinasztia első fele, az i. e. 722-től – i. e. 481-ig terjedő időszak a nevét is kapta az egyik legjelentősebb és legkorábbi történeti mű. A történeti mű Lu (鲁) állam egymást követő tizenkét fejedelmének (kung (gong) 公) uralkodás alapján, kronologikus sorrendben tárgyalja a kínai ókor majd két és fél évszázadának történetét.  Menciusz a szerzőségét magának Konfuciusznak tulajdonítja, és a konfuciánus öt klasszikus egyike. Szövege azonban csak a hozzáírt, három fennmaradt kommentárból ismert, melyek közül a legteljesebb és legfontosabb a Co csuan (Zuo zhuan). A legkorábbi bibliográfiák tanúsága szerint a krónikához eredetileg öt különböző szerző is készített kommentárt. A Co (Zuo)-féle kommentár mellett máig fennmaradt és ismert a Kung Jang (Gong Yang) (公羊) és a Ku (Gu) Liang (穀梁) által írt kommentár is. Ezeket ma a „Tavasz és ősz három kommentárja” (Csun-csiu szan csuan (Chunqiu san zhuan) 春秋三傳) néven emlegetik. A másik két kommentár elveszett, csak a szerzőjük neve ismert: Cou si (Zou shi) (鄒氏) és Csia si (Jia shi) (夾氏).

## A kommentárok
- Cou (Zou) kommentárja (Co csuan (Zuo zhuan) 《鄒氏傳》) 11 kötet (csüan (juan) 卷) – elveszett
- Csia si (Jia shi) kommentárja (Csia si csuan (Jia shi zhuan) 《夾氏傳》) 11 kötet – elveszett
- Kung Jang (Gong Yang) kommentárja (Kung Jang csuan (Gong Yang zhuan) 《公羊傳》) 11 kötet
- Ku Liang (Gu Liang) kommentárja (Ku Liang csuan (Gu Liang zhuan) 《榖梁傳》) 11 kötet
- Co si (Zuo shi) kommentárja (Co si csuan (Zuo shi zhuan) 《左氏傳》) 30 kötet